# Эдле де Бьер, Этьен
Этьен Эдле де Бьер (фр. Étienne Heudelet de Bierre; 1770—1857) — французский военный деятель, дивизионный генерал (1805 год), граф (1808 год), пэр Франции (1832 год), участник революционных и наполеоновских войн. Имя генерала выбито на Триумфальной арке в Париже.

## Биография

### Происхождение и начало военной службы
Родился в семье королевского прокурора Николя Эдле (фр. Nicolas Heudelet; 1736—1827) и его супруги Луизы Бонуврье (фр. Louise Claudine Bonouvrier; 1733—1798).
Начал военную службу 3 августа 1792 года в 3-м батальоне волонтёров Кот-д’Ора, и был избран сослуживцами лейтенантом. С 1792 по 1797 годы сражался в рядах Рейнской армии. С 8 декабря 1792 года выполнял функции помощника полковников штаба. 1 сентября 1793 года был назначен временным адъютантом кавалерийского генерала Дюбуа. 30 декабря 1793 года представители народа произвели Эдле во временные командиры батальона штаба. 10 февраля 1794 года стал адъютантом главкома Рейнской армии генерала Мишо. 29 сентября 1794 года произведён во временные полковники штаба. В декабре 1794 года стал начальником штаба корпуса, осаждавшего Мангейм. В декабре 1795 году стал начальником штаба у генерала Гувьона-Сен-Сира. В мае 1796 года возглавил авангард 4-й дивизии генерала Дельма. 5 августа 1796 года сражался у Бопфингена. 20 апреля 1797 года отличился в сражении при Дирсхайме у Келя под началом генерала Вандамма, за что получил поздравления от правительства. 12 февраля 1798 года переведён в Английскую армию. 18 августа 1798 года – в Майнцскую армию.

### Бригадный генерал
5 февраля 1799 года Эдле был произведён в бригадные генералы, и исполнял совместно с генералом Бернадотом дипломатическую миссию в ландграфстве Гессен-Дармштадт, а 30 апреля назначен в состав дивизии Вандамма в Дунайской армии. 14 мая переведён в дивизию Тарро. 17 августа 1799 года временно командовал 5-й пехотной дивизией при переходе через Аар, и отметился неудачным нападением на войска эрцгерцога Карла при Деттингене. 7 сентября 1799 года переведён в Гельветическую армию, в составе дивизии генерала Менара сражался 25 сентября 1799 года при Цюрихе. 15 марта 1800 года возглавил бригаду в дивизии Тарро в корпусе Гувьона-Сен-Сира. В составе дивизии Леклерка принимал участие в захвате Фрибура и Ландсхута.
9 ноября 1800 года в Бюсе-ле-Жи женился на Марие-Терезе Вюйк (фр. Marie-Thérèse Vuillequez; 1785—1834), от которой имел двух сыновей и дочь.
3 декабря, командуя авангардом дивизии генерала Нея Рейнской армии, отличился в сражении при Гогенлиндене. С 2 февраля по 8 апреля 1801 года служил в дивизии Молитора. После завершения боевых действий вернулся во Францию. С 23 сентября 1801 года без служебного назначения. 26 февраля 1803 года зачислен в 18-й военный округ, и был назначен командующим департамента Об.
6 сентября 1803 года возглавил бригаду в дивизии генерала Фриана в лагере Брюгге. С 29 августа 1805 года в составе 3-го корпуса маршала Даву. В Австрийской кампании 1805 года возглавлял авангард корпуса, прославился стремительным переходом от Энса до Штайера. 8 ноября нанёс поражение дивизии фельдмаршал-лейтенанта графа Мерфельдта при Мариацелле, где уничтожил 1500 австрийцев, захватил 4000 пленных, 10 орудий, 6 знамён и более ста обозных повозок. Отличился в сражении при Аустерлице, где командовал бригадой из 108-го линейного, двух рот вольтижёров 15-го лёгкого и 1-го драгунского; в рапорте генерала Фриана читаем: «Должен отметить поведение бесстрашного генерала Эдле, который известен храбростью и военными талантами».

### Под началом Ожеро
24 декабря 1805 года получил звание дивизионного генерала, и 2 мая 1806 года сменил генерала Матьё во главе 2-й пехотной дивизии 7-го корпуса маршала Ожеро. Участвовал в Прусской и Польской кампаниях 1806-07 годов. В сентябре корпус Ожеро присоединился к корпусу Ланна в районе Кобурга, образовав левый фланг армии. Затем дивизия направилась в сторону Кёнигсхоффена и Хильдбургхаузена на Вере. 8 октября дивизия Эдле пересекла саксонскую границу и направилась на Гревенталь. После сражения при Заальфельде корпус Ожеро переправился через Зале. Покидая бивак 14 октября в два часа ночи, дивизия Эдле на рассвете услышала пушечные выстрелы; дивизия пересекла Йену в восемь часов, вошла в нижнюю часть Мюльталя и около двух часов атаковала колонну саксонцев, защищавших Шнеке, на главной дороге из Йены в Веймар, вынудили её отступить. После занятия Веймара 7-й корпус форсировал Зале у Галле и Эльбу у Дессау и двинулся через Тройенбитцен и Потсдам к Берлину, куда 27 октября вошёл вместе с Императором. Затем дивизия выступила в Польшу против русских. 16 ноября она через Иновраклав, Брешец и Коваль отправилась в Кутно. В начале декабря 7-й корпус был около Модлина; затем переправился через Вислу в Модлине на двенадцати лодках, забытых русскими, и работал над постройкой огромного моста с работами на обоих берегах; затем он продвинулся до Плоньска, напротив Вкры. 24 декабря корпус намеревался форсировать Вкру; мосты были сломаны; русская пехота, выгодно размещённая на левом берегу и поддержанная многочисленной артиллерией, упорно защищала реку. Дивизия Эдле была задействована в атаке на Сохочинский мост, который она пыталась восстановить под огнём противника. Первая атака была отбита. Генерал Эдле настоял на ремонте моста, когда узнал, что две роты 7-го лёгкого полка только что переправились на другой берег. Затем он покинул Сохочинский мост, чтобы пересечь Колозомбский мост. 25 декабря оттепель превратила землю в грязь, по которой невозможно было ходить, даже были найдены люди, наполовину зарытые в эту землю, внезапно превратившуюся в болото. 26 декабря маршал Ожеро атаковал Голымин, слева у дороги на Лапацим; он переправился через болота, захватил деревню Русково и вступил в Голымин. В тот день на протяжении двадцати пяти лье от Пултуска до Зольдау французы вели ожесточённые бои. Русские спаслись, только бросив артиллерию и багаж. Состояние дорог заставило Императора остановиться и расположиться на зимних квартирах на Висле. К концу января 1807 года 7-й корпус двинулся через Ниденбург и Хоэнштайн к Алленштайну, где русские готовились форсировать Пассаргу. 7 февраля дивизия Эдле находилась на биваке у Эйлау, ослабленная, как и другие дивизии, большим количеством отставших и мародёров, разошедшихся, чтобы прокормиться. 8 февраля дивизии Дежардена и Эдле были выстроены в две линии, на промежутке, отделяющем деревню Ротенен от города Эйлау. В десять часов их отправили вперёд и выстроили плотными колоннами между Ротененом и кладбищем. Первая бригада каждой дивизии развёрнута, вторая в каре. По мере продвижения порыв ветра и снега ослепил солдат и сбил их с пути; две дивизии, повернув налево, оставили справа от себя большое пространство. Русские сразу же демаскировали батарею из 72 орудий, извергнувших такое количество картечи, что менее чем за четверть часа этот несчастный корпус был уничтожен. Генерал Эдле был также тяжело ранен, получил сквозное пулевое. 21 февраля 1807 года его несчастная дивизия была расформирована, а сам генерал получил разрешение возвратиться во Францию для излечения.

### Кампании в Испании и Португалии
18 января 1808 года Эдле возглавил 13-й военный округ, а также резервный лагерь в Рене.
9 ноября 1808 года был поставлен во главе 3-й пехотной дивизии 8-го корпуса генерала Жюно в составе Армии Испании. 2 января 1809 года его дивизия вошла как 5-я во 2-й корпус маршала Сульта. 20 марта 1809 года сражался при Карвальо. Получив задание деблокировать генерала Миньо, окружённого в Туе, Эдле последовательно разгромил повстанцев, захватил Валенсию, одержал победу при Миньо, освободил Туй и присоединился к армии в Порту. 23 октября сменил генерала Делаборда во главе 2-го корпуса. 31 января 1810 года возглавил 2-ю дивизию этого же корпуса, который теперь находился под командованием генерала Ренье. С 1810 по 1811 годы его дивизия была частью Армии Португалии. 27 сентября 1810 года сражался при Бусаку, затем при затем в Сантареме и Алфайте. При реорганизации Армии Португалии 7 апреля 1811 года возглавил 4-ю пехотную дивизию. Отличился в сражении 3-5 мая 1811 года при Фуэнтес-де-Оньоро. 19 июня генералу было разрешено вернуться во Францию, чтобы отдохнуть и вылечить травмы. В октябре 1811 года прибыл во Францию.

### Кампании 1812-14 годов
С 2 марта 1812 года занимался формированием и инспектированием пехотных батальонов моряков, формируемых в Майнце, и направляемых в Россию. 12 мая 1812 года возглавил 2-ю резервную дивизию, предназначенную для обороны Франции от Балтийского моря до Шельды. 4 июля 1812 года возглавил 30-ю пехотную дивизию 11-го корпуса маршала Ожеро Великой Армии. В ноябре прибыл в Данциг. В январе 1813 года отправился к Кёнигсбергу, затем к Неману и прикрывал отступление Великой Армии. 13 января 1813 года направлен в гарнизон Данцига и передан в 10-й корпус под команду генерала Раппа, принимал участие в обороне крепости. Был обвинён Раппом в ведении переговоров о капитуляции. После сдачи Данцига был отправлен 2 января 1814 года в качестве военнопленного в Киев. 4 июня отправил из этого города свою поддержку восстановлению династии Бурбонов.

### На службе Бурбонов
5 сентября 1814 года возвратился во Францию и сразу был назначен командующим 2-й суб-дивизии 18-го военного округа. 30 декабря 1814 года возглавил весь 18-й округ в Дижоне. Удалился в Шатийон-сюр-Сен после возвращения Наполеона. Вскоре присоединился к Императору и 6 апреля 1815 года возглавил 15-ю пехотную дивизию Рейнского наблюдательного корпуса генерала Раппа. 17 июня телеграфной депешей был вызван в Париж. 19 июня выехал, и по дороге узнал о поражении Северной армии при Ватерлоо. Тогда Эдле направился в свои земли Бьер-ле-Семюр. При второй реставрации 21 июля Эдле был назначен командующим 4-го военного округа в Нанси. С 12 октября 1815 года без служебного назначения. Вызванный в качестве свидетеля в процессе над маршалом Неем, Эдле выступил на стороне последнего. 30 декабря 1818 года зачислен в резерв.
Проживал в своём имении Бьер неподалёку от Семюра, где с 1819 по 1838 год исполнял обязанности генерального советника. 16 февраля 1825 года вышел в отставку. После Июльской революции 7 февраля 1831 года был восстановлен в армии и 1 марта назначен генеральным инспектором пехоты 8-го военного округа. 4 августа 1831 года возглавил 14-й военный округ. 31 декабря 1831 года был переведён в 20-й военный округ. 11 октября 1832 года получил титул пэра Франции. 15 августа 1839 года определён в резерв и 30 мая 1848 года окончательно вышел в отставку. 1 января 1853 года вновь помещён в резерв. Умер 20 апреля 1857 года в Париже в возрасте 86 лет, и был похоронен на кладбище Пежосе в Дижоне.

## Воинские звания
- Лейтенант (3 августа 1792 года);
- Командир батальона штаба (30 декабря 1793 года, утверждён 15 февраля 1794 года);
- Полковник штаба (29 сентября 1794 года, утверждён 30 декабря 1794 года);
- Бригадный генерал (5 февраля 1799 года);
- Дивизионный генерал (24 декабря 1805 года).

## Титулы

Герб барона

- Граф Эдле и Империи (фр. comte Heudelet et de l'Empire; декрет от 19 марта 1808 года, патент подтверждён 2 августа 1808 года в Бордо и 2 декабря 1814 года в Париже)[2][3][4];
- Пэр Франции (фр. pair de France; 11 октября 1832 года).

## Награды
Легионер ордена Почётного легиона (11 декабря 1803 года)
 Коммандан ордена Почётного легиона (14 июня 1804 года)
 Великий офицер ордена Почётного легиона (26 июня 1813 года)
 Кавалер военного ордена Святого Людовика (13 августа 1814 года)
 Большой крест ордена Почётного легион (18 февраля 1836 года)